# Michael Mattsson
Olov Michael Mattsson, född 1 februari 1984 i Borlänge, är en svensk före detta handbollsspelare som har  spelat hela sin elitkarriär i HK Drott. Han kom till Drott från moderklubben Borlänge HK under 2004. Mattsson, som avslutade sin aktiva spelarkarriär 23 juli 2013, hann ta SM-guld med Drott och var dessutom lagkapten för laget vid tiden då han slutade spela handboll.Den 8 maj 2017 skrev Hallandsposten "Kompisgänget tar befälet i Drott" där man meddelar att ett kompisgäng bestående av Jesper Adolfsson, Michael Mattsson och Per-Erik Pettersson tar över tränarsysslan i HK Drotts division 1-lag.Mattsson återvände alltså till handbollen som tränare.

## Meriter
- SM-sllver med HK Drott 2010
- SM-guld med HK Drott 2013

### Fotnoter
1. ↑  ”Olov Michael Mattsson”. Birthday.se. http://www.birthday.se/person/bed1f4ca-5e97-c3f9-de86-e2562e7d016b. Läst 24 juli 2013.
2. ↑  Marcus Simm (28 maj 2013). ”Vann guld - Nu lägger Mattsson av”. DT e-tidning. https://www.dt.se/artikel/vann-guld-nu-lagger-mattsson-av. Läst 4 okt 2019.
3. ↑  ”Michael Mattsson slutar”. SVT.se. 23 juli 2013. http://www.svt.se/sport/michael-mattsson-slutar. Läst 24 juli 2013.
4. ↑  ”Kompisgäng tar befälet i Drott”. Hallandsposten. https://www.hallandsposten.se/sport/handboll/kompisgänget-tar-befälet-i-drott-1.4270348. Läst 4 oktober 2019.